# مجلس محمد الخامس
مجلس محمد الخامس هي خامس حكومة في المغرب بعد استقلاله عن فرنسا سنة 1955. تم تأسيس المجلس الحكومي برئاسة الملك محمد الخامس يوم 26 مايو 1960 وضلت صلاحيتها حتى 16 مايو 1961.

## التركيبة الأولى للحكومة
تم تعيين أعضاء الحكومة بمقتضى الظهير الشريف 145-60-1 الذي نشر في العدد 2485 من الجريدة الرسمية بتاريخ 10 يونيو 1960، بعد أن أدى أعضاء الحكومة اليمين يوم 26 مايو 1960.
الوزراء
| الصورة | الحقيبة الوزارية                                                            | الاسم                            | الحزب         |
| ------ | --------------------------------------------------------------------------- | -------------------------------- | ------------- |
|        | رئيس الحكومة                                                                | جلالة الملك محمد الخامس          |               |
|        | نائب رئيس الحكومة ووزير الدفاع                                              | سمو ولي العهد الأمير مولاي الحسن |               |
|        | وزير الشؤون الخارجية                                                        | إدريس المحمدي                    |               |
|        | وزير الداخلية                                                               | البكاي بن مبارك الهبيل           |               |
|        | وزير الاقتصاد الوطني والمالية                                               | محمد الدويري                     | حزب الاستقلال |
|        | وزير التربية الوطنية                                                        | عبد الكريم ابن جلون التويمي      | حزب الاستقلال |
|        | وزير الوظيفة العمومية والإصلاح الإداري                                      | محمد بوستة                       | حزب الاستقلال |
|        | وزير الأشغال العمومية                                                       | عبد الرحمان بن عبد العلي         |               |
|        | وزير الفلاحة                                                                | حسن الزموري                      |               |
|        | وزير التجارة والصناعة العصرية والمعادن والصناعة التقليدية والملاحة التجارية | إدريس السلاوي                    |               |
|        | وزير الشغل والشؤون الإجتماعية                                               | عبد الكريم الخطيب                |               |
|        | وزير الأنباء والسياحة                                                       | مولاي أحمد العلوي                |               |
|        | وزير الصحة العمومية                                                         | يوسف بلعباس                      |               |
|        | وزير البريد والتلغراف والتلفون                                              | محمد الشرقاوي                    |               |